# Конвой «Ганза № 2»
Конвой «Ганза № 2» — японський конвой часів Другої світової війни, проведення якого відбувалось у квітні 1943-го.
Пунктом призначення конвою стала затока Ганза (Hansa) на північно-східному узбережжі Нової Гвінеї (приблизно посередині між головним японським гарнізоном у Веваку та важливим опорним пунктом у Мадангу), де японське командування облаштовувало черговий гарнізон. Вихідним пунктом став Палау — важливий транспортний хаб на заході Каролінських островів.
До складу конвою увійшли транспорти «Сідней-Мару», «Тейрю-Мару» (Teiryu Maru), «Тохо-Мару» (ці три судна складали загін «Ханза № 2А»), «Тайсей-Мару» (Taisei Maru), «Тайю-Мару» (Taiyu Maru), «Індія-Мару» (останні три становили загін «Ханза № 2В»). Транспорти, зокрема, мали на борту військовослужбовців зі складу 20-ї піхотної дивізії, трьох інженерних полків, кількох будівельних загонів та ряду інших підрозділів. Охорону забезпечували есмінці «Амацукадзе» і «Танікадзе», а також мисливці за підводними човнами CH-26 та CH-34.
6 квітня 1943-го конвой полишив порт та 12 березня досягнув пункту призначення, де почав розвантаження. Тієї ж доби затоку атакували ворожі бомбардувальники, яким вдалось пошкодити «Сідней-Мару». Судно загорілось та викинулось не берег, загинуло 9 членів екіпажу та 3 військовослужбовці, що перебували на борту.
Вранці 13 квітня конвой рушив назад, а за добу розділився на два загони — «Тейрю-Мару» і «Тохо-Мару» під охороною «Амацукадзе» і CH-34 попрямували на Палау, куди прибули 18 квітня.
Інші кораблі та судна рушили до Веваку, куди прибули того ж 14 квітня 1943-го. 15 квітня вони вже полишали район Веваку, коли поблизу острова Каіріру були атаковані американськими бомбардувальниками В-17, яким вдалось потопити «Індія-Мару», загинуло 10 членів екіпажу. 20 квітня і цей загін повернувся на Палау.